# Линейные корабли типа Hercules
Линейные корабли типа Hercules — два линейных корабля третьего ранга, построенных для Королевского флота сэром Томасом Слейдом по проекту, разработанному на основе более раннего проекта Слейда — типа Dublin и последующего HMS Hero. Оба корабля были заказаны 15 июля 1756 года и строились на королевских верфях. Корабли данного типа относились к так называемым «обычным 74-пушечным кораблям», неся на верхней орудийной палубе 18-фунтовые пушки.

## Корабли
- HMS Hercules

Строитель: королевская верфь в Дептфорде

Заказан: 15 июля 1756 года

Заложен: август 1756 года

Спущён на воду: 15 марта 1759 года

Выведен: продан на слом в 1784 году

- HMS Thunderer

Строитель: королевская верфь в Вулвиче

Заказан: 22 ноября 1760 года

Заложен: 17 сентября 1756 года

Спущён на воду: 19 марта 1760 года

Выведен: затонул, 1780 год